# Pierre Barbet (lekarz)
Pierre Barbet (1884–1961) – francuski lekarz, chirurg ze Szpitala Św. Józefa w Paryżu.
Barbet przeprowadził szereg doświadczeń na temat śmierci Jezusa.
Ustalił jeszcze przed II wojną światową, że Jezus został ukrzyżowany przez przybicie gwoźdźmi do belki nie dłoni, lecz nadgarstków. Potwierdzili to później inni lekarze, m.in. Pierluigi Baima Bollone, Lamberto Coppini czy Frank Zugibe.
W 1950 wydał książkę Lekarz na Kalwarii (ang. A Doctor at Calvary). Barbet uznał, że jego doświadczenie jako chirurga podczas I wojny światowej pozwala mu ocenić, że Całun Turyński był poprawny pod względem anatomicznym.